# カーリバンガン

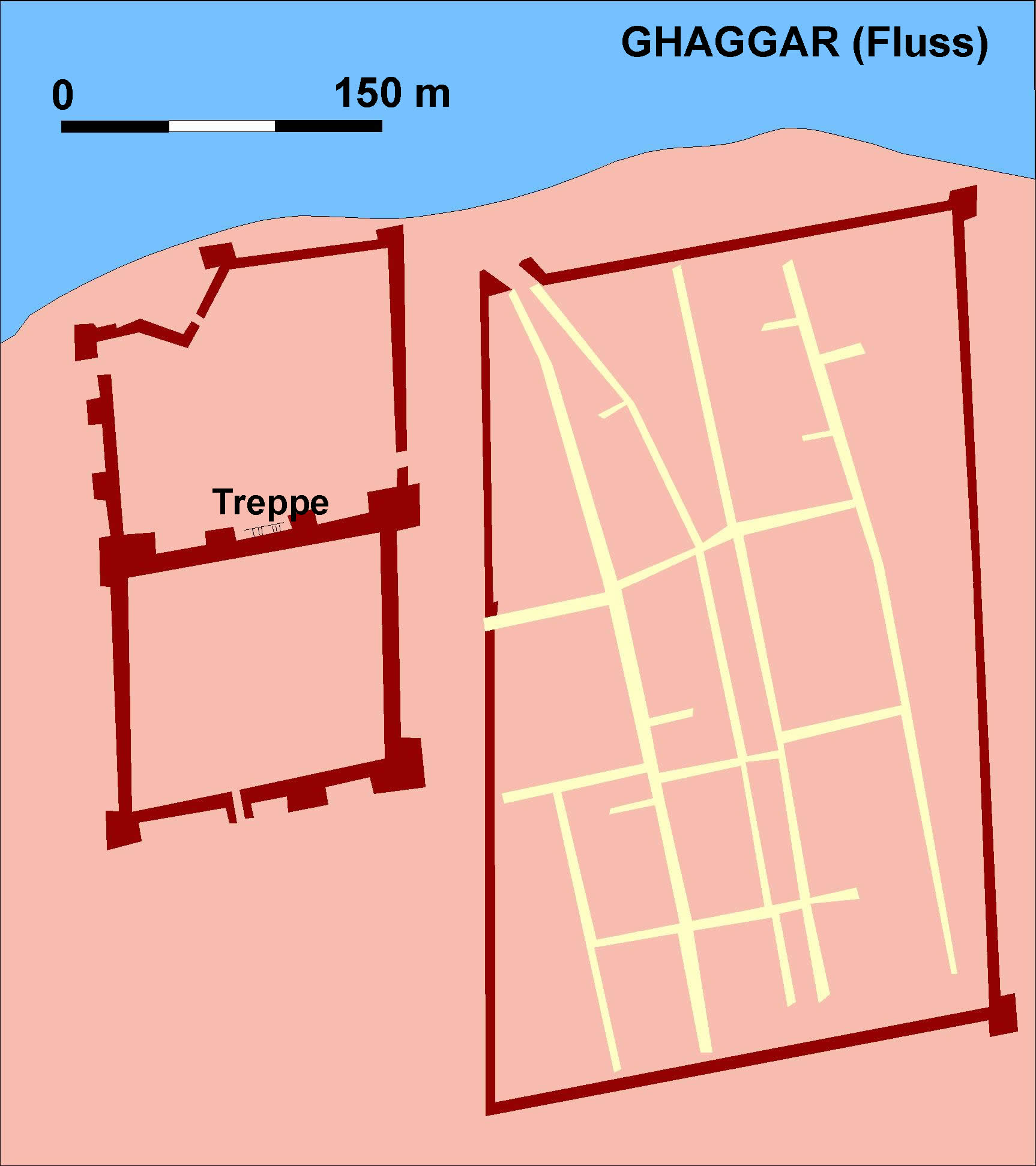
カーリバンガンの平面図。左側の分厚い外壁に囲まれているのが「城塞」で、右の平行四辺形の囲壁を持つ遺構が「市街地」である。

カーリバンガン(Kalibangan)は、インド西部、ラージャスターン州にあるインダス文明の都市遺跡。当時は、「ガッガル・ハークラー川」と呼ばれる大河が流れていて、その左岸に築かれた都市であった。「ガッガル＝ハークラ川」が地殻変動等によって涸れたことがカーリバンガンの衰退の直接の原因とされる。カーリバンガンの特徴としては、焼煉瓦をふんだんに使用するモヘンジョダロやハラッパーと異なり、排水溝や「城塞」の入り口、祭祀場のような限られた場所にのみ焼煉瓦を用い、あとは、ほぼ全てが日干煉瓦造りということである。
1950年にA.ゴーシュによって発見され、1959年以来、インド考古局が発掘調査を行っている。1960～69年のB.B.ラールによる調査で、II期にわたる編年が明らかにされた。

## I期（ハラッパー文化期以前）の様相
「城塞」部下層のI期（前3000年期前半）には、コト・ディジと同様、厚い周壁をめぐらした日干煉瓦の集落が発見されており、一連のカマドを設けた家屋などが発見されている。土器は、ピンクあるいは赤色の地に黒もしくは黒白二色による単純幾何学文などを施すのが特徴で、胎土や成形技法によって6群に大別され、コト・ディジと共通する土器群も含まれる。犂（すき）で耕したと思われる畑の跡も発見されており、世界最古とされる。当初、I期のC14法による年代は、2370B.C.～2100B.C.であったが、最近の他の遺跡との比較などの研究成果などから数百年さかのらせるべきであると考えられている。

## II期（ハラッパー文化期）の様相
II期では、ハラッパーと同様な典型的なインダス文明の計画都市の遺構であって、I期の遺構を埋めて基壇として東西120m、南北240mの「城塞」を築き、その東隣に東西240m、南北360mの周壁に囲まれた「市街地」が築かれた。このプランについては、それぞれ「城塞」南北面をなす短辺を基数とし、その倍数にしたがっていたと推察されている。
「城塞」も「市街地」も東へやや倒して南北に長い平行四辺形をなしており、周壁には「見張り台」のような突出部が設けられている。

## 「城塞」と「火の祭祀」

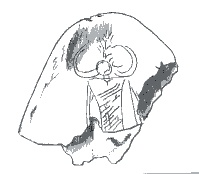
カリバンガン出土の「火の祭祀」に用いた三角形陶板

カーリバンガンの「城塞」は、南北に区分される。「城塞」内の道路は、北面の入り口から東西の入り口へ向かって斜めに走る一本のみ確認されている。「城塞」の北区は、「市街地」の住宅よりも規模の大きな「邸宅」が密集している。構造的に南区に付随するように見えることから、南区よりも後に造られたと考える研究者もいる。北区には、北、東、西に一カ所ずつ入り口があるが、西のものは北寄りに、東のものはやや南よりにあるため、入り口は向き合っていない。一方、「城塞」の南区は、祭祀の行われた施設と考えられている。南区の祭祀の行われた基壇は、通路によっていくつにも区画されていて、分かたれた基壇の上には、火を焚いた跡のある囲いと井戸、いけにえを埋納したと思われる囲いが残っている。また、七カ所に及ぶ火を焚いた跡と井戸を伴う基壇もあり、モヘンジョダロのような沐浴施設が見いだされない代わりに、「火の祭祀」を推察させる設備がある。「城塞」内の基壇で行われた「火の祭祀」跡には、泥づくりか前もって焼成した円筒状のブロックがあり、その周囲には、隅の丸い三角形のテラコッタ製陶板が発見されている。この陶板には、山羊の生け贄を表した線刻画が刻まれ、牛科の動物を生け贄にしたことのわかる遺構もある。
カーリバンガンでは、再生増殖の儀礼と関係すると考えられるテラコッタ女性像やリンガ石と呼ばれる石製品が出土しないのが特徴で、しばしば「再生」を表す「沐浴」儀礼の代わりに「火の祭祀」が行われていたことと関連するのかもしれない。なお、「火の祭祀」は、「市街地」の東側の遺丘の上でも行われている。

## 「市街地」
カーリバンガンの「市街地」には、南北壁に直交するように意識して南北方向に走る4本の幹線道路があるが、うち2本は北側へ行くと北西隅の入り口へ向かう方向へ屈曲する。これらの道路のほかに東西方向に走る道路や細かな道路があるが、碁盤目状になっているわけではない。道路の太さは、1.8mの幅を基数にしていると推察され、最も太いものは、4倍の7.2mであった。

## ハラッパー文化期の遺物及び埋葬
遺物は、典型的なインダス文明のもので、II期のC14法による年代は、2100B.C.～1700B.C.であるが、最近の研究からは開始年代はさかのぼると考えられる。また、「城塞」の西側300mに墓地が造られ、通常の土坑墓の他に、顔を下へ向けた南に頭を配置する屈葬、日干煉瓦の墓坑を2cmの厚さで上塗りしたもの、東側中央に階段を設け、土器だけを埋納した大きな墓坑の上層に遺骸を納めているものなど、インダス文明ではやや特異な埋葬事例がみられる。